# 上熊谷駅
上熊谷駅（かみくまがやえき）は、埼玉県熊谷市宮本町にある秩父鉄道秩父本線の駅である。駅番号はCR10。

## 歴史
- 1933年（昭和8年）
  - 4月1日：秩父鉄道の鎌倉町駅（かまくらまちえき）として開業[1]。
  - 7月1日：駅名を上熊谷駅に改称[1]。
- 1943年（昭和18年）12月5日：東武鉄道熊谷線が開業し[2][3]、共同使用駅となる。
- 1983年（昭和58年）6月1日：東武鉄道熊谷線が廃止となり[3]、秩父鉄道の単独駅となる。
- 2022年（令和4年）3月12日：ICカード「PASMO」の利用が可能となる[4]。同時に無人化[4]。

## 駅構造
- 単式ホーム1面1線を有する地上駅である。簡易PASMO改札機・PASMOチャージ機[5]設置駅。
単式ホームにもかかわらず、駅舎とホームが接しておらず、構内踏切を渡る構造である。これは、かつて東武熊谷線が運行していた時代に島式ホームとして運用しており、現在も秩父本線が発着しているホームの反対側に熊谷線が発着する共同使用駅であった名残りである。旧熊谷線ホームはフェンスで閉鎖され、単式ホーム化して運用している。なお、熊谷線が使用していた線路は長らく残されていたが、後に安全上の観点から踏切上はアスファルトで埋められ、さらに当駅付近に関しては2019年頃に全面的に撤去され、これまで熊谷線線路を跨いで当駅ホーム上にあった高崎線側の架線柱が跡地上に建て替えられている。
- 無人駅である。無人化までは業務委託駅（管理駅:熊谷駅）であり、駅係員勤務時間は平日・土休日ともに7:00 - 20:00であった。
- トイレは改札内にあり、水洗式のものが設置されている。
- 秩父線の北側を東日本旅客鉄道（JR東日本）高崎線が通る。
- 当駅と熊谷駅高崎線下り線ホーム間を連絡する渡り線が設置されているが、現在は使用停止となっている。

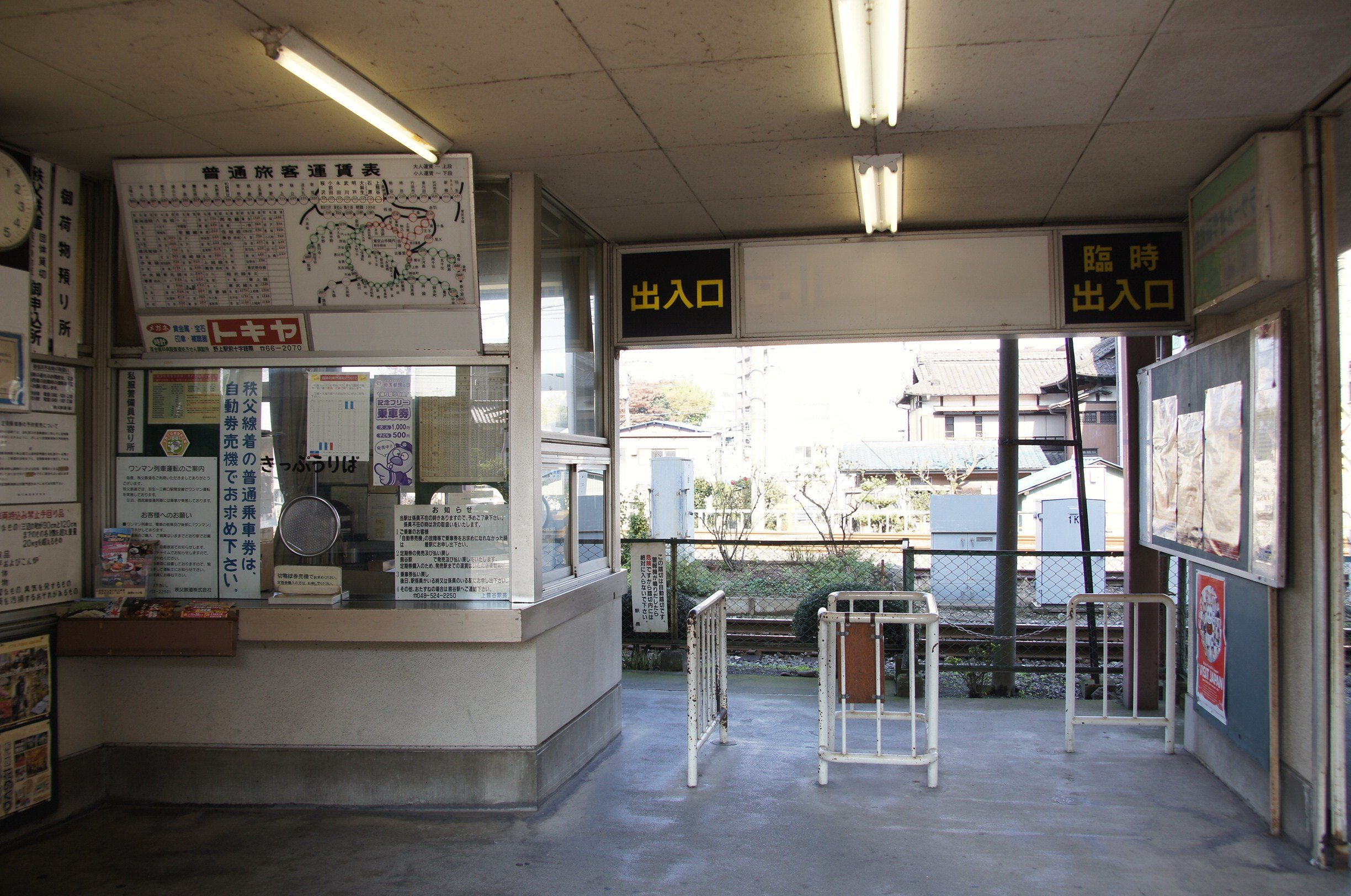
改札口（2011年11月）
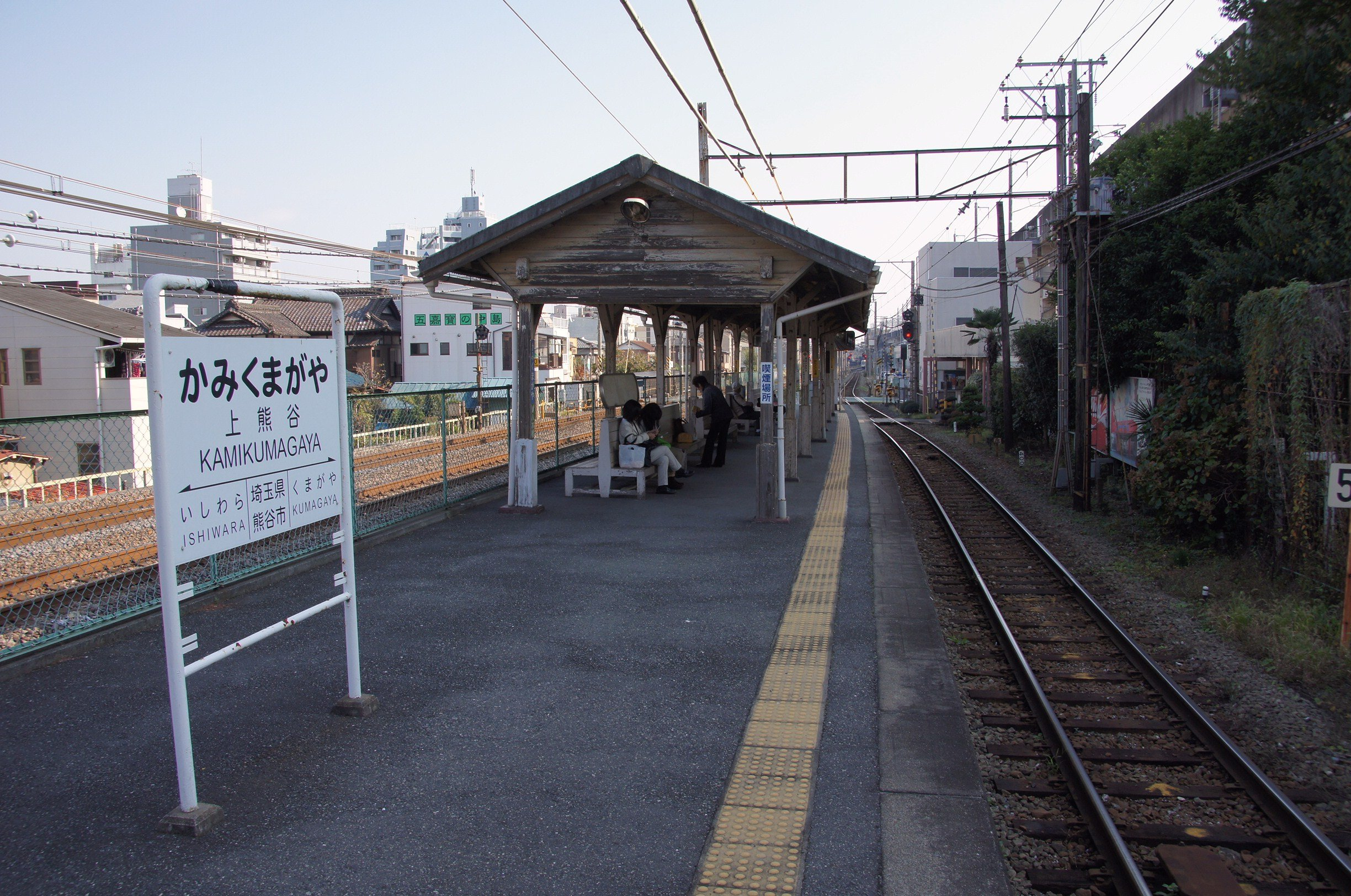
ホーム（2011年11月）

## 利用状況
- 2019年度の1日平均乗車人員は336人である。

| 年度               | 乗車人員 （1日平均） |
| ------------------ | -------------------- |
| 2009年（平成21年） | 399                  |
| 2010年（平成22年） | 380                  |
| 2011年（平成23年） | 363                  |
| 2012年（平成24年） | 378                  |
| 2013年（平成25年） | 376                  |
| 2014年（平成26年） | 367                  |
| 2015年（平成27年） | 362                  |
| 2016年（平成28年） | 354                  |
| 2017年（平成29年） | 338                  |
| 2018年（平成30年） | 337                  |
| 2019年（令和元年） | 336                  |

東武熊谷線が通っていた頃は乗降客が多かったが、廃止後は減少傾向が続いていた。しかし、近隣に熊谷サティ（現イオン熊谷店）ができたため、八木橋百貨店などの利用客も含めて秩父・羽生方面からの利用客が多い様であり、乗降客は増加傾向にある。

## 駅周辺
当駅は鎌倉町通りと交差する地点に位置し（現在国道407号は鎌倉陸橋として当駅を跨いでいる）、古くからの商業地域にある。
- 荒川
  - 荒川大橋 - 国道407号の橋
- 八木橋百貨店
- イオン熊谷店（旧熊谷サティ）
- 片倉シルク記念館
- 三井住友銀行 熊谷支店
- 埼玉りそな銀行 熊谷支店
- 武蔵野銀行 熊谷支店
- 足利銀行 熊谷支店
- 東和銀行 熊谷支店
- 第四北越銀行 熊谷支店
- 熊谷鎌倉町郵便局
- 熊谷市立熊谷南小学校
- 石上寺
- 星溪園
- 熊谷寺
- まちの駅くまがや

### 路線バス
路線バスは駅前に乗り入れていないものの、徒歩圏内には国際十王交通、朝日自動車、熊谷市ゆうゆうバスの各路線の停留所がそれぞれ複数設置されている。
その中でも当駅名を冠した停留所のみ記載する。
「上熊谷駅入口」：国際十王交通の熊谷駅の北口1番のりば発着と南口発着の各系統（荒川大橋以南各方面）が経由する。

## 隣の駅
秩父鉄道
■秩父本線
□SLパレオエクスプレス・■急行「秩父路」
通過
□各駅停車
熊谷駅 (CR09) - 上熊谷駅 (CR10) - 石原駅 (CR11)

### かつて存在した路線
東武鉄道
熊谷線
熊谷駅 - 上熊谷駅 - 大幡駅